# Thomas Stolle (Musikwissenschaftler)
Thomas Stolle (* 1. Juli 1950 in Bautzen; † 1. Juni 2000 in Homburg) war ein deutscher Musikwissenschaftler, Dirigent und Musikpädagoge.

## Leben
Stolle legte am Neusprachlichen Gymnasium in Düren sein Abitur ab und studierte dann an der Staatlichen Hochschule für Musik Köln und an der Staatlichen Hochschule für Musik und Kunst Hamburg Dirigieren bei Hanns-Martin Schneidt, Wilhelm Brückner-Rüggeberg und Horst Stein sowie Klavier bei Eliza Hansen.
Von 1977 bis 1983 war er am Theater Bielefeld zunächst als Korrepetitor und später als Kapellmeister angestellt. 1984 bis 1986 war er Kapellmeister am Stadttheater Bremerhaven.
Ab 1986 war Stolle bei der Künstlergilde Esslingen angestellt und betreute deren als Depositum im Sudetendeutschen Musikinstitut Regensburg befindliches Archiv. Er übernahm ferner die Leitung des dortigen Hauses als Tagungs- und Konzertstätte und erhielt die Aufgabe zum Aufbau einer Kammerkonzertreihe.
Von 1987 bis 1989 war Stolle zusätzlich Lehrbeauftragter für das Fach Klavier an der Fachakademie für katholische Kirchenmusik und Musikerziehung Regensburg. Von 1989 bis 1990 leitete Stolle im Rahmen einer Lehrstuhlvertretung die Opernschule der Musikhochschule des Saarlandes. Ende 1994 beendete er seinen Vertrag mit der Künstlergilde, führte die Leitung des Archivs und der Kammerkonzertreihe „Musik im Archiv“ aber noch kommissarisch bis zum Sommer 1995 weiter.
Ab Herbst 1993 übte Stolle einen Lehrauftrag an der Hochschule für Musik und Darstellende Kunst Mannheim aus. Ab dem Wintersemester 1995/96 übernahm er die Leitung der Liedklasse der Musikhochschule des Saarlands. Am 29. März 2000 wurde er dort zum ordentlichen Professor für Liedgestaltung und Partienstudium ernannt. Er konnte die Professur allerdings nicht mehr antreten, da er wenige Tage zuvor an einer zu spät diagnostizierten Hirnhautentzündung starb.
Stolle veröffentlichte über 40 musikhistorische Arbeiten und Beiträge, die zwischen 1987 und 1993 überwiegend in der Zeitschrift der Künstlergilde Esslingen erschienen.

## Werke (Auswahl)
- (als Hrsg.): Musikwerke zeitgenössischer Komponisten aus den deutschen Kulturlandschaften des Ostens. 9. Teil: Klavier-Lieder. Künstlergilde, Esslingen 1987, DNB 978420764.
- (als Hrsg.): Fidelio F. Finke. Annäherung an einen Komponisten. Esslingen 1993.
- Zwischen Ausgrenzung und Vereinnahmung. Vom Umgang mit jüdischen Komponisten. In: Thorsten Fuchs et al. (Hrsg.): Der jüdische Beitrag zur Musikgeschichte Böhmens und Mährens. 2. sudetendeutsch-tschechisches Musiksymposium 28./29. September 1992 Regensburg. Sudetendeutsches Musikinstitut, Regensburg 1994, ISBN 3-9803294-2-9, S. 54–70.
- Einen Beitrag für das Einheitsgefühl der Menschheit leisten. Einige Anmerkungen zu Klavierwerken Oskar Sigmunds. In: Ernst R. Hauschka et al. (Hrsg.): Oskar Siegmund (= Komponisten in Bayern. 35). Hans Schneider, Tutzing 1995, S. 53–64.
- Ferdinand Gerhardt jun. In: Ferdinand Gerhardt jun.: „Man schreibt selten über das, was schicksalhaft unser Leben bestimmt“ : Erinnerungen. Im Auftrag des Sudetendeutschen Musikinstituts herausgegeben von Thomas Emmerig. ConBrio, Regensburg 2016, ISBN 978-3-940768-61-2.